# Верх-Унинское (сельское поселение)
Верх-Уни́нское — упразднённое муниципальное образование со статусом сельского поселения в составе Юкаменского района Удмуртии.
Административный центр — село Верх-Уни.
К 18 апреля 2021 года было упразднено в связи с преобразованием района в муниципальный округ.

## Состав
В состав сельского поселения входили 6 населённых пунктов:
- село Верх-Уни,
- деревня Антропиха,
- деревня Доронино,
- деревня Лялино,
- деревня Усть-Лекма,
- деревня Шафеево.

## Население
| 2007 | 2010 | 2012 | 2013 | 2014 | 2015 | 2016 |
| ---- | ---- | ---- | ---- | ---- | ---- | ---- |
| 681  | ↘564 | ↘553 | ↘533 | ↘481 | ↘473 | ↘450 |
| 2017 | 2018 | 2019 | 2020 |      |      |      |
| ↘434 | ↘431 | ↘403 | ↘382 |      |      |      |